# Українці в Африці
Українці в Африці. Африканський континент, через непридатність до традиційного європейського землеробства, не став місцем постійного розселення українців. Політична еміграція також не виявляла до неї зацікавлення, помітна лише спорадична присутність українців, здебільшого інтелігенції.

## Перші відвідини
Достеменно відомим першим українцем на африканському континенті був лікар О. Уманець, що лікував хворих на чуму на Близькому Сході. Він у складі російської урядової комісії 1842—1843 років відвідав Єгипет, що на той час входив до складу Османської імперії. Уродженець Поділля, одеський лікар Артем Рафалович проводив епідеміологічні дослідження чуми в Єгипті, Тунісі та Алжирі впродовж роботи урядової комісії 1846—1848 років. Уродженець Слобожанщини, російський геолог-інженер і мандрівник Єгор Ковалевський впродовж 1847—1848 років займався пошуком золотоносних покладів в Судані, здійснив ряд мандрівок басейном Нілу, описав побут і звичаї місцевих племен, залишив докладні записки про тогочасне життя в Єгипті та Абіссинії. Свої наукові дослідження почав з Африки Микола Миклухо-Маклай, який 1866 року зробив подорож до Канарських островів, а на зворотньому шляху відвідав Марокко. 1869 року він дослідив аравійське і африканське узбережжя Червоного моря. У 1880-х роках на африканському континенті була заснована перша українська громада в Каїрі вихідцем з Галичини, фармацевтом Йосипом Білинським, що вислужився до сану бея і, вийшовши на пенсію, повернувся до Відня.
Майбутній український письменник з Полтавщини Юрій Будяк воював добровольцем в другій англо-бурській війн 1899—1902 років на боці місцевих бурів. Він командував невеликим загоном, допоміг утекти з полону англійському військовому кореспондентові Вінстону Черчиллеві, майбутньому британському політику. Український архітектор Владислав Городецький захоплювався природою Африки (про що свідчать горельєфи його київського будинку на Банковій). Впродовж 1911—1912 років він здійснив подорож улюбленим континентом. Свої враження від подорожі він виразив у книзі про джунглі, яку проілюстрував власними замальовками.

Артем Рафалович
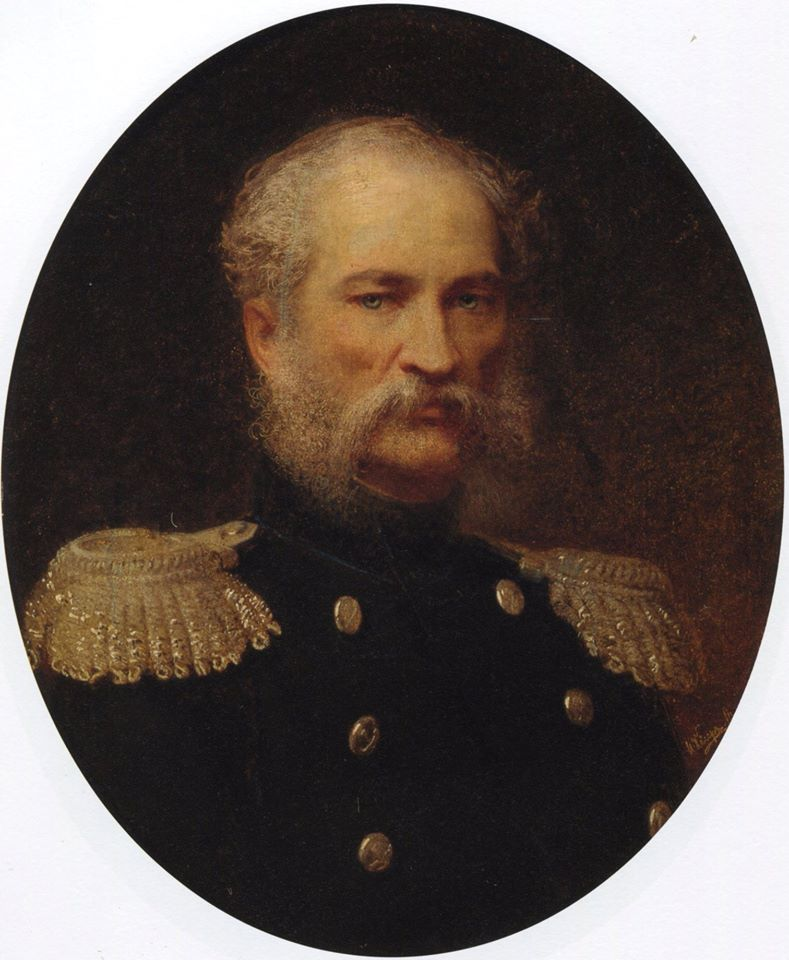
Єгор Ковалевський
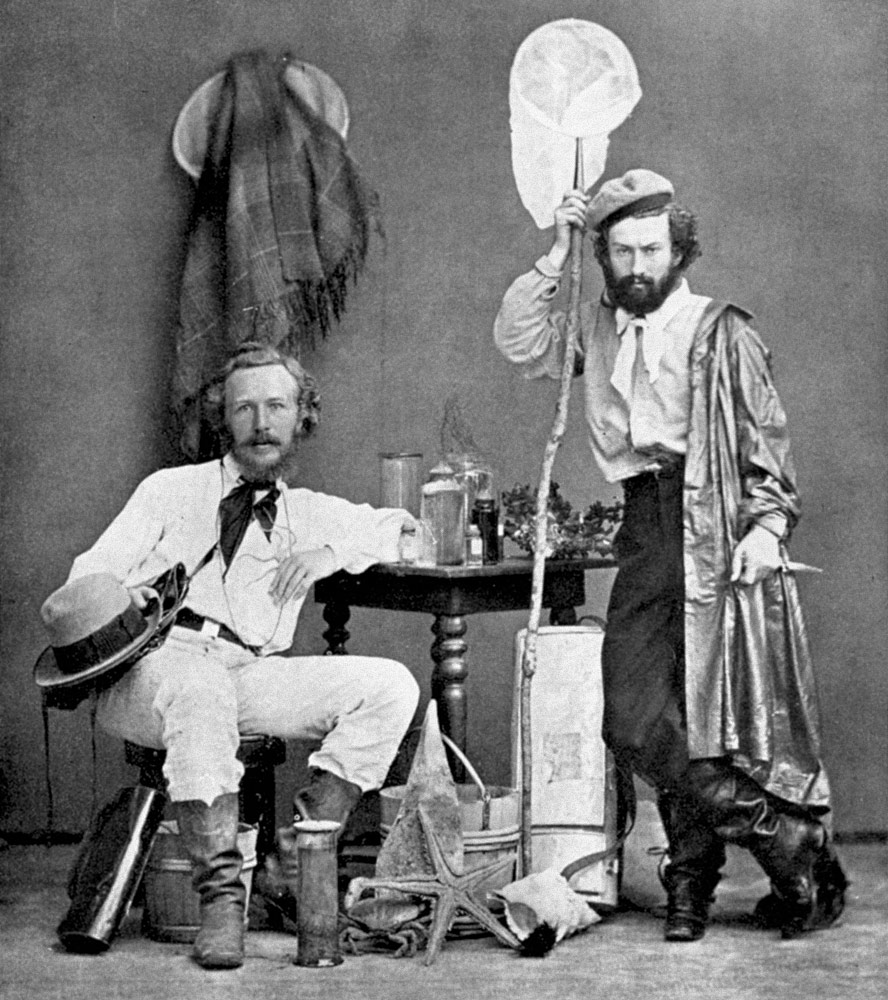
Микола Миклуха-Маклай разом із Ернстом Геккелем на Канарських островах
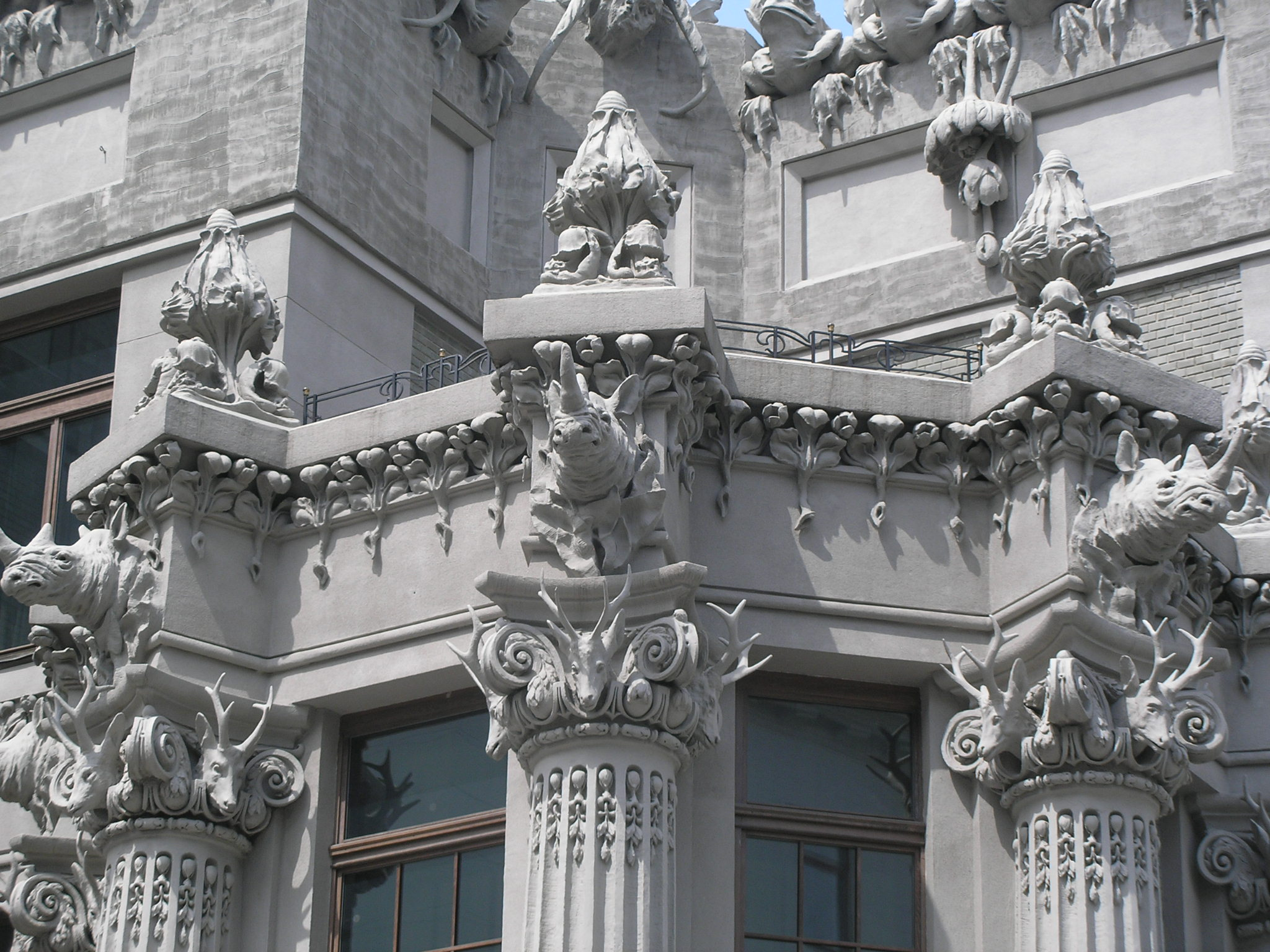
Голови носорогів в оздобленні будинку Городецького
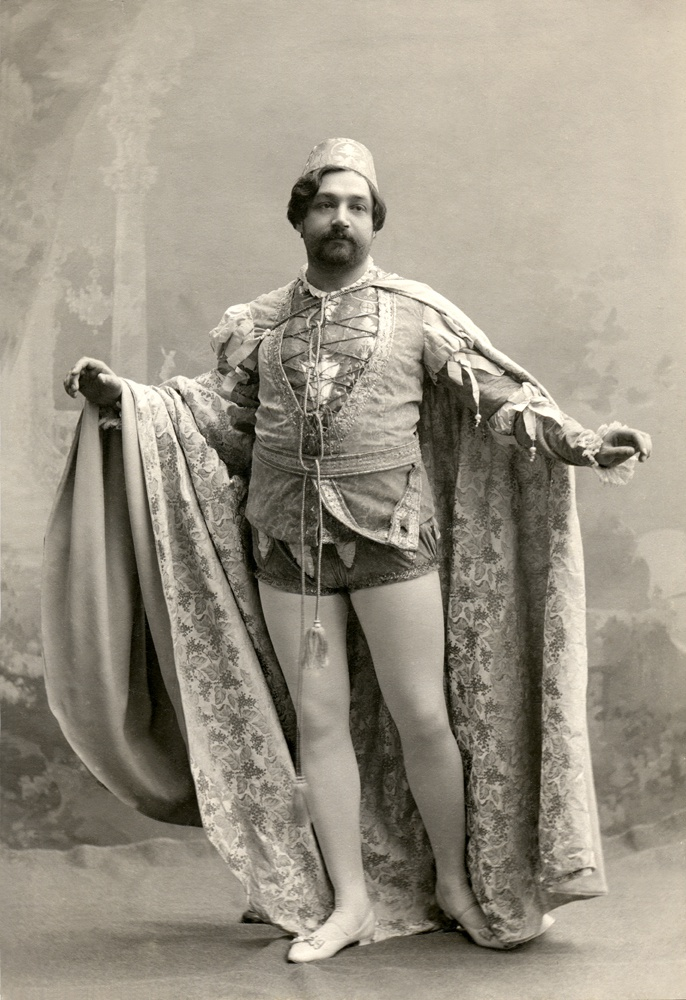
Іван Алчевський

Першим українським співаком, що виступав на африканському континенті, був слобожанин Іван Алчевський у Алжирі 1912 року. Українська письменниця Леся Українка кілька разів впродовж 1909—1913 років приїздила до Єгипту на лікування.

## Після Першої світової війни
Після поразки Добровольчої армії генерала Антона Денікіна і Петра Врангеля під час громадянської війни в Росії частина військових на початку 1920-х років були інтерновані країнами Антанти та розміщені в Північній Африці, в Бізерті (6 тис., що прибули на 34 кораблях) та Садібішрі поблизу Александрії. Серед них було багато українців, які заснували власну громаду в Садібішрі. Начальником штабу «Російської ескадри» був контр-адмірал, військовий діяч УНР Олександр Тіхмєнєв. У єгипетському Порт-Саїді діяла нечисленна (30 осіб) студентська громада. Після ліквідації таборів більшість мешканців повернулася до Європи, але частина залишилася. Декотрі з них записались до французького іноземного легіону, служили в Марокко та Алжирі. Частина переселились до Лівії та Бельгійського Конго. Площа перед храмом Олександра Невського в Бізерті, була названа на честь уродженки Рубіжного, старійшини російської громади в Тунісі Анастасії Ширинської-Манштейн.
Українська журналістка й мандрівниця Софія Яблонська-Уден свої враження від мандрівки до Марокко наприкінці 1920-х років виклала у книзі власних спогадів «Чар Марока». У цей же час в Єгипті певний час проживав український гравер і графік Василь Масютин. Український підприємець, міністр фінансів і закордонних справ у Тимчасовому уряді Росії Михайло Терещенко успішно займався бізнесом в Африці, був співвласником фінансових компаній на Мадагаскарі, працював у компанії «Мадал» (Мозамбік) впродовж 1950-х років.

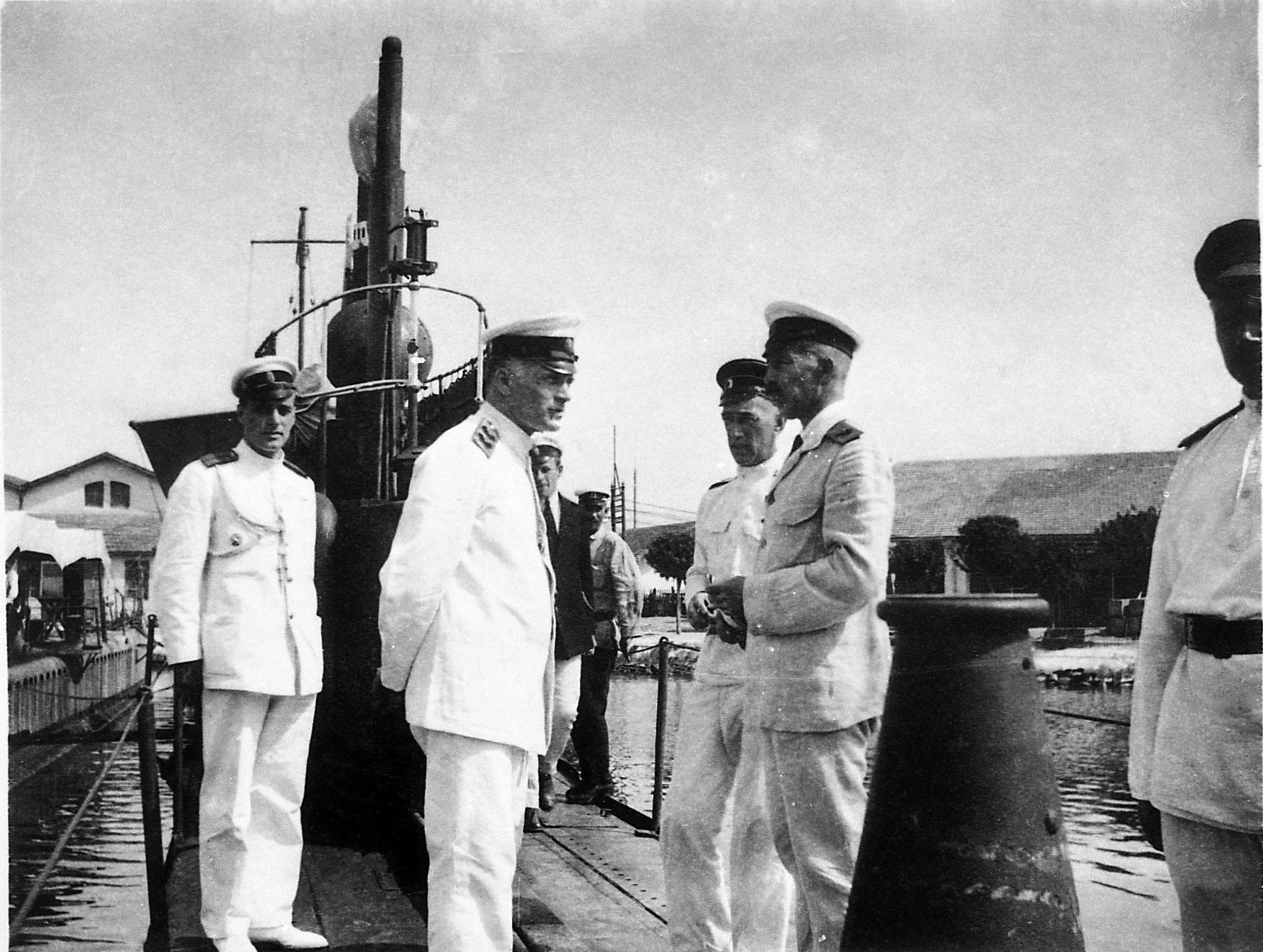
Кедров, Беренс і Тіхмєнєв на підводному човні «Тюлень» у Бізерті, 1921 рік
Софія Яблонська
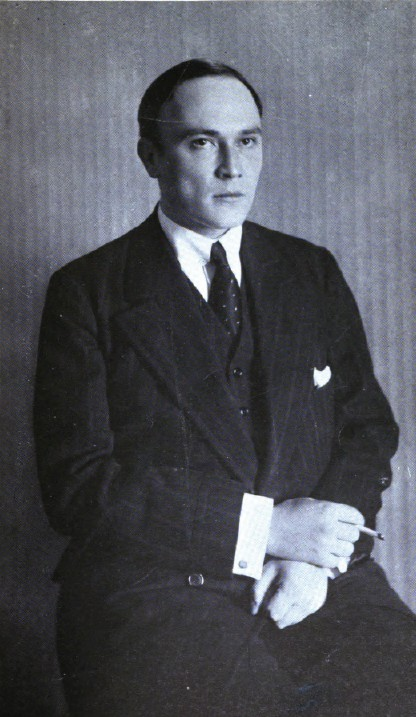
Михайло Терещенко

У червні 1925 року уряд УНР в екзилі призначив своїм представником при уряді ефіопського імператора в Аддис-Абебі Євген Бачинського. Це був символічний жест прагнення знайти прихильність серед лідерів різних держав світу. Сам Бачинський ніколи Ефіопії не відвідував. Окремі українці-русини з Галичини перебували в складі італійського окупаційного контингенту в Ефіопії в 1930-х роках.
Упродовж 1928—1932 років над протичумною вакциною у Французькому Судані працював фізіолог і бактеріолог, професор Українського вільного університету в Празі й Пастерівського інституту в Парижі Петро Андрієвський (1880—1945).

## Після Другої світової війни
Після війни з Сибіру до Південної Африки (Преторія) разом із польськими біженцями переселився небіж митрополита Андрія Шептицького, син брата Лева, граф Іван Л. Шептицький.
Чимало українців побувало в різних країнах Африки в складі груп фахівців із допомоги в розбудові національного господарства (інженери, лікарі, геологи) та як військові консультанти (в Алжирі, Анголі, Ефіопії, Мозамбіці, Сомалі, Тунісі тощо).
За ініціативі українського будівельного інженера С. Тим'яка у червні 1947 року за угодою з французькою будівельною фірмою у туніському Бен-Метірі була організована українська колонія з 285 сімейних українців, будівельників однойменної греблі на річці Уед-ель-Ліль, що були набрані з таборів інтернованих осіб у Німеччині. З часом у таборі оформилася українська громада з управою, яку обирали поселенці. Були створені власний оркестр, драматичний гурток, школа, дитсадок, церковна рада, діяли осередки «Пласту», СВУ, СУМ, жіночої секції, кооперативів «Взаємна поміч» та «Суспільний фонд», який спільно з фірмою утримував лікаря І. Мусійчука й медсестру. З 1949 року нетривало перебував католицький священик отець С. Чеховський, навідувались українські священики з Риму і Франції. Українська громада популяризувала власну національну культуру серед тунісців. Після закінчення будівництва 1954 року більшість членів колонії переїхали до Північної Америки та Західної Європи.
Вихідці з таборів Німеччині й Австрії також обирали собі нову батьківщину в Африці: 60 українців переселилися до Марокко, інші, в складі польських переселенців з СРСР, до Танзанії. Найбільше серед переселенців до Африки було лікарів. Серед них був австрійський лікар українського походження Степан Зощук, що працював у Сирії, Ефіопії (провідним військовим хірургом імператорської армії), Кенії (у лікарні отців Каміліян). Волинянин Роман Могильницький впродовж 1960-х років лікував місцевих мешканців у Танзанії та Кенії; Іван Белей та Ціховляс — Бельгійського Конго (1947—1954); краківський лікар Роман Кичун — Берега Слонової Кістки; Ігор Кодельський — Мадагаскару; Борис Витязь — Марокко (Маракеш), ПАР (Кейптаун); австралійський лікар В. Сакало консультував із загальної хірургії свої колег в ПАР. Ветеринарний лікар Клавдій Коваленко довгий час пропрацював в Ефіопії (де отримав громадянство), Тунісі, Єгипті й Сомалі.
Випускник Лувенського університету, геолог Володимир Беренфельд довгий час працював у Марокко, пізніше очолив держадміністрацію водного господарства Руанди.
Українські спеціалісти з СРСР допомагали єгиптянам будувати Асуанську ГЕС, зводити Хелуанський металургійний комбінат, Александрійську суднобудівну верф; тунісцям допомагали в будівництві Кассабської ГЕС; гвінейцям — бокситозбагачувального комплексу; зімбабвійцям — Харарської ТЕС.

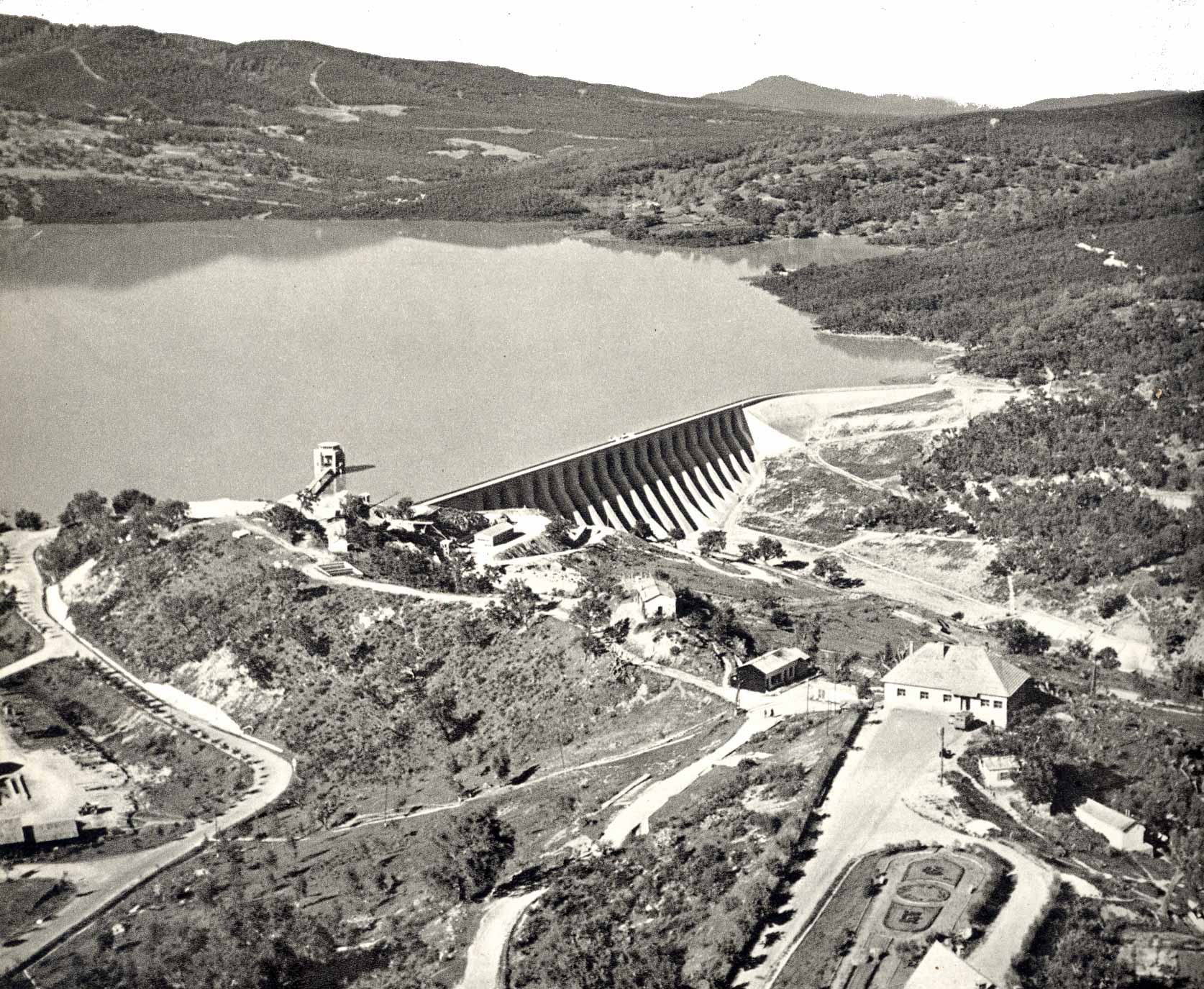
Бен-Метірська гребля
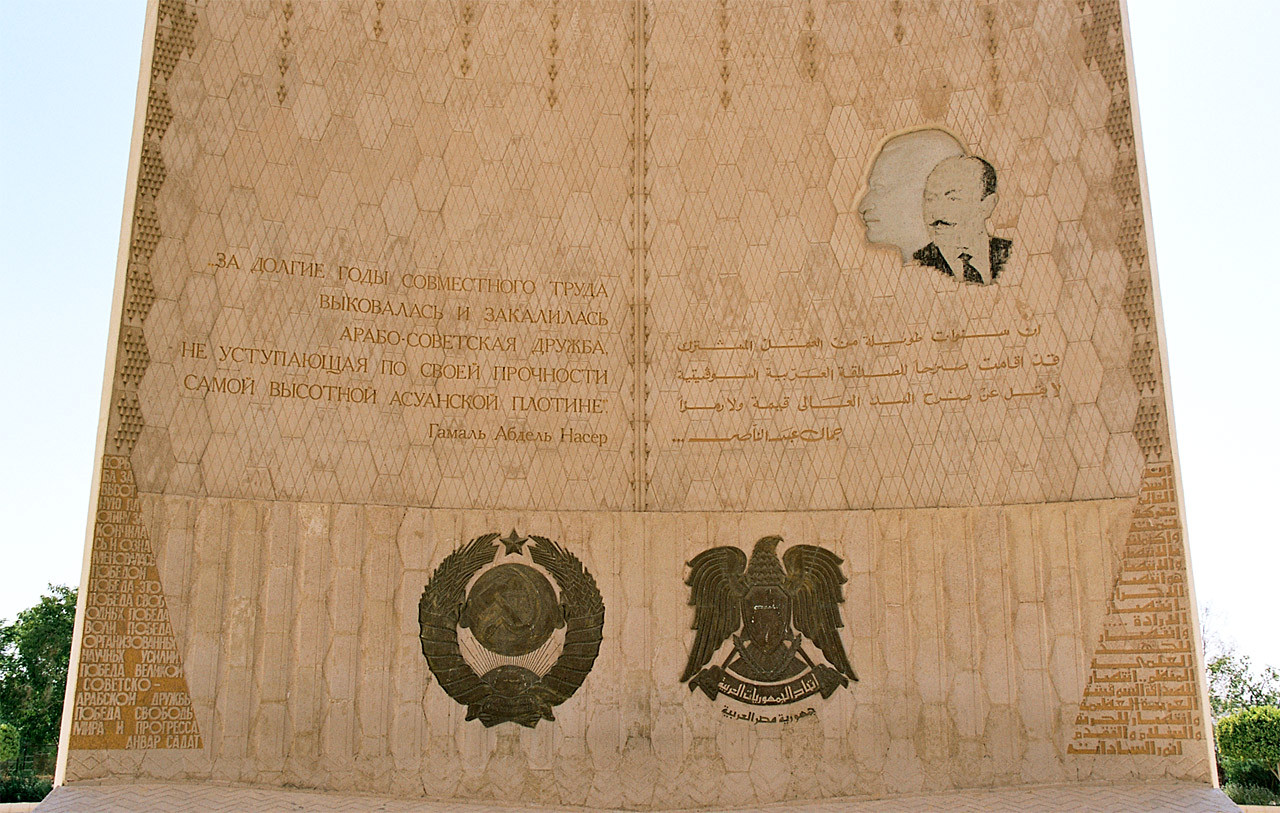
Пам'ятна стела будівникам Асуанського гідрокомплексу

Багато українців перебувало у Африці як викладачі університетів та технічних інститутів. З діаспорянських викладачів це були:
- Археолог Юрій Шумовський, викладач 1951—1956 років Французького інституту Чорної Африки в Судані, директор Історичного музею Малі (Бамако).
- Геолог Григорій Махів, створив низку геолого-геодезичних карт Марокко в 1950-х роках.
- Спеціаліст з міжнародного права Роман Якемчук, викладач Національного університету Заїру впродовж 1950–1960-х років.
- Геолого Іван Лобай, викладач Алжирського інституту нафти впродовж 1977—1982 років.
- Випускники Лувенського університету працювали в Бельгійському Конґо — демограф Анатоль Романюк, інженер фірми «SYMETAIN» Федір Сметанко (1952—1961), хімік-технолог Іван Левицький.

Український мандрівник з Коломиї, що на той час мешкав у Японії, Роман Турянський впродовж 1958—1961 років пішки обійшов довкола Африки. Вдруге, вже разом із дружиною, він це зробив у 1978—1980 роках. Книга його подорожей користується великою популярністю серед дипломатів Японії та України.

## Сьогодення
З середини 1990-х років багато українських фахівців у технічних галузях виїздило до африканських країн з наміром заробити грошей та переїхати до розвинених країн.
Народний артист України Іван Пономаренко впродовж 1996 року гастролював Південно-Африканською Республікою.
У вищих навчальних закладах та фахових училищах України здобули освіту десятки тисяч громадян із більшості африканських держав. Дехто з них одружився з українками, залишився в Україні або повернувся з родиною на батьківщину. Після початку російсько-української війни на Донбасі колишні вихованці українських викладачів та вчених (здебільшого лікарів) допомогли їм перебратись до Африки й засвоїтись на новому місці.

### Північна Африка
Марокко. Українська громада налічує близько 800 осіб, переважно жінки, одружені з марокканцями, частина з яких працює в галузі медицини, освіти й туризму.
Алжир. Українська громада проводить культурно-мистецькі та просвітницькі заходи, допомагає організацією спортивних заходів за участі українських національних команд на території Алжиру. Разом із посольством відзначаються національні свята, дні соборності, прапора, конституції, пам'яті жертв політичних репресій та незалежності України.
Туніс. На консульському обліку 2015 року перебувало близько 400 українців. До 2 тис. українських жінок і дітей є членами туніських родин (Туніс, Сус). 2018 року була зареєстрована туніська громадська організація українців «Берегиня», при посольстві функціонує суботня школа «Зернятко». 
Лівія. Українська громада неорганізована. До конфлікту в країні працювало 2,5 тис. громадян України за приватними контрактами, переважно в медицині. Станом на 2020 рік залишилось близько 1 тис. громадян. Громадсько-просвітницькі та культурно-мистецькі товариства відсутні. 
Єгипет. Українська громада неорганізована, офіційно жодних організацій не зареєстровано. Станом на 2020 рік в країні перебуває 4 тис. українців (Хургада, Шарм-еш-Шейх, Каїр, Александрія), значний відсоток становлять тимчасові робітники туристичної галузі.  
Судан. У столиці країни в місті Хартум за сприяння почесного консульства створено Український дім для українських жінок, одружених із суданськими громадянами.
Мавританія. За даними почесного консульства у Мавританії перебуває близько 100 громадян України, які створили родини з громадянами цієї країни, або працюють у складі екіпажів морських риболовецьких суден в акваторії мавританської економічної зони.

## Українсько-африканські відносини
Серед радянських дипломатів, що працювали послами СРСР в молодих африканських країнах були українці:
- Алжир — Василь Таратута (1980-ті).
- Ботсвана — Дмитро Білоколос (1970—1976).
- Гана — Михайло Ситенко (1959—1962); Василь Сафрончук (1967—1971).
- Гвінея — Данило Солод (1959—1962); Дмитро Дігтяр (1962—1964).
- Екваторіальна Гвінея — Микола Білоус (1977—1980).
- Ефіопія — Костянтин Фомиченко (1958—1962).
- Єгипет — Данило Солод (1953—1956).
- Замбія — Сергій Сліпченко (1965—1970); Дмитро Білоколос (1970—1976).
- Камерун — Іван Мельник (1968—1972).
- Кенія — Борис Мірошниченко (1973—1983).
- Республіка Конго — Євген Афанасенко (1972—1978).
- Маврикій — Микола Бандура (1973—1976).
- Малі — Іван Мельник (1962—1965).
- Марокко — Лука Паламарчук (1965—1972).
- Нігерія — Федір Доля (1961—1964).
- Руанда — Євген Афанасенко (1966—1972).
- Сан-Томе і Принсіпі — Євген Афанасенко (1972—1978).
- Судан — Євген Мусійко (1980-ті).
- Танзанія — Сергій Сліпченко (1977—1980).
- Того — Петро Слюсаренко (1970—1978).
- Туніс — Всеволод Кізиченко (1980-ті).
- Уганда — Євген Мусійко (1976—1979).

Були українці і серед представників американських посольств 1970–1980-х років: Євген Скоцко (Алжир), Ігор Нестерчук (Буркіна-Фасо).
Новою сторінкою в українсько-африканських відносинах стало здобуття незалежності. З 1991 року розпочинається робота з відкриття дипломатичних місій, переважно регіональних, де посли працюють за сумісництвом відразу в декількох країнах. Українські дипломатичні місії відкриті в:
Алжирі, Анголі, Габон, Гвінея, Ефіопія, Єгипет, Кенія, Лівія, Марокко, Нігерія, ПАР, Сенегал, Туніс.

Будівлі дипломатичних місій
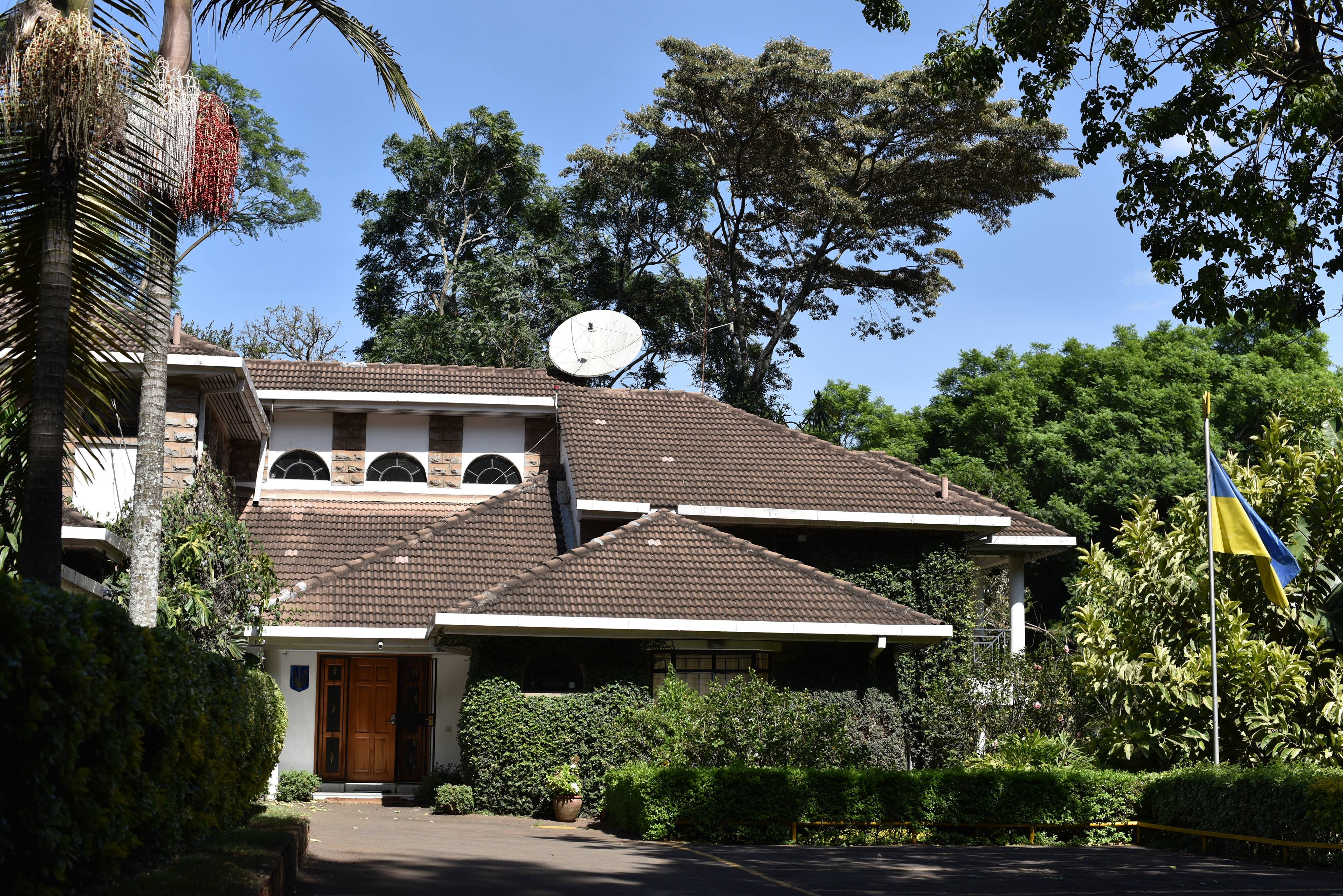
України в Кенії
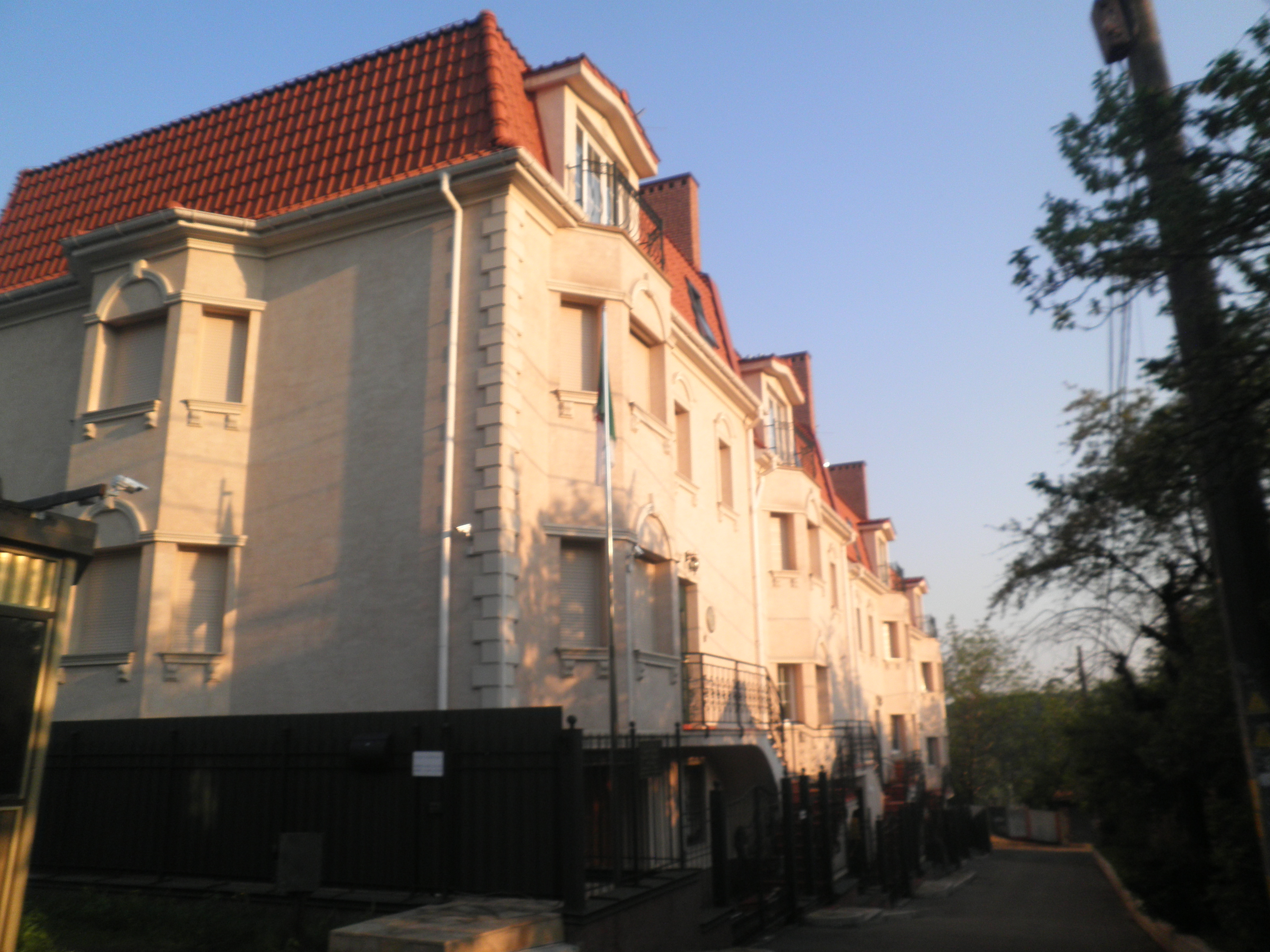
Алжиру в Україні
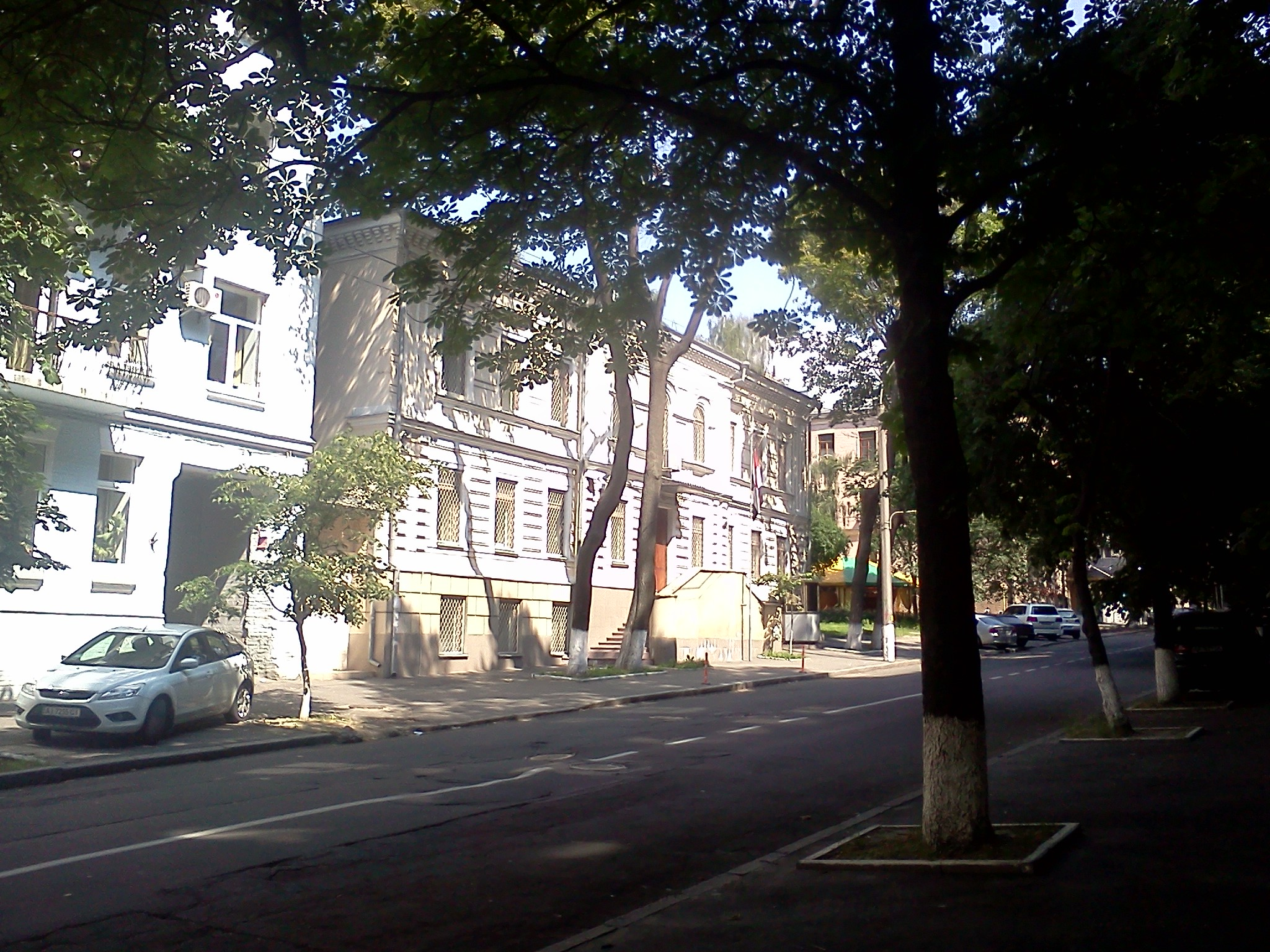
Єгипту в Україні
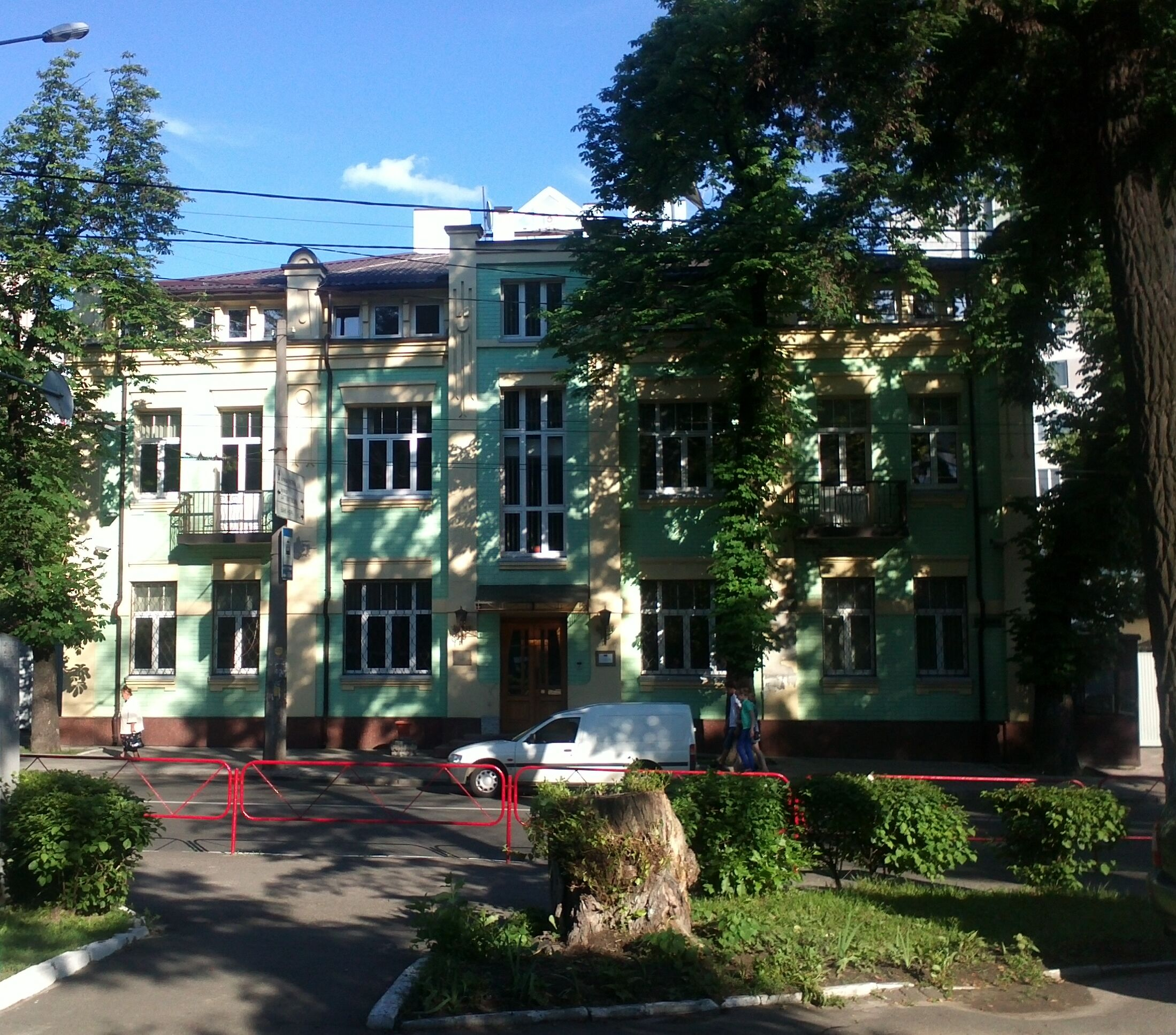
Лівії в Україні
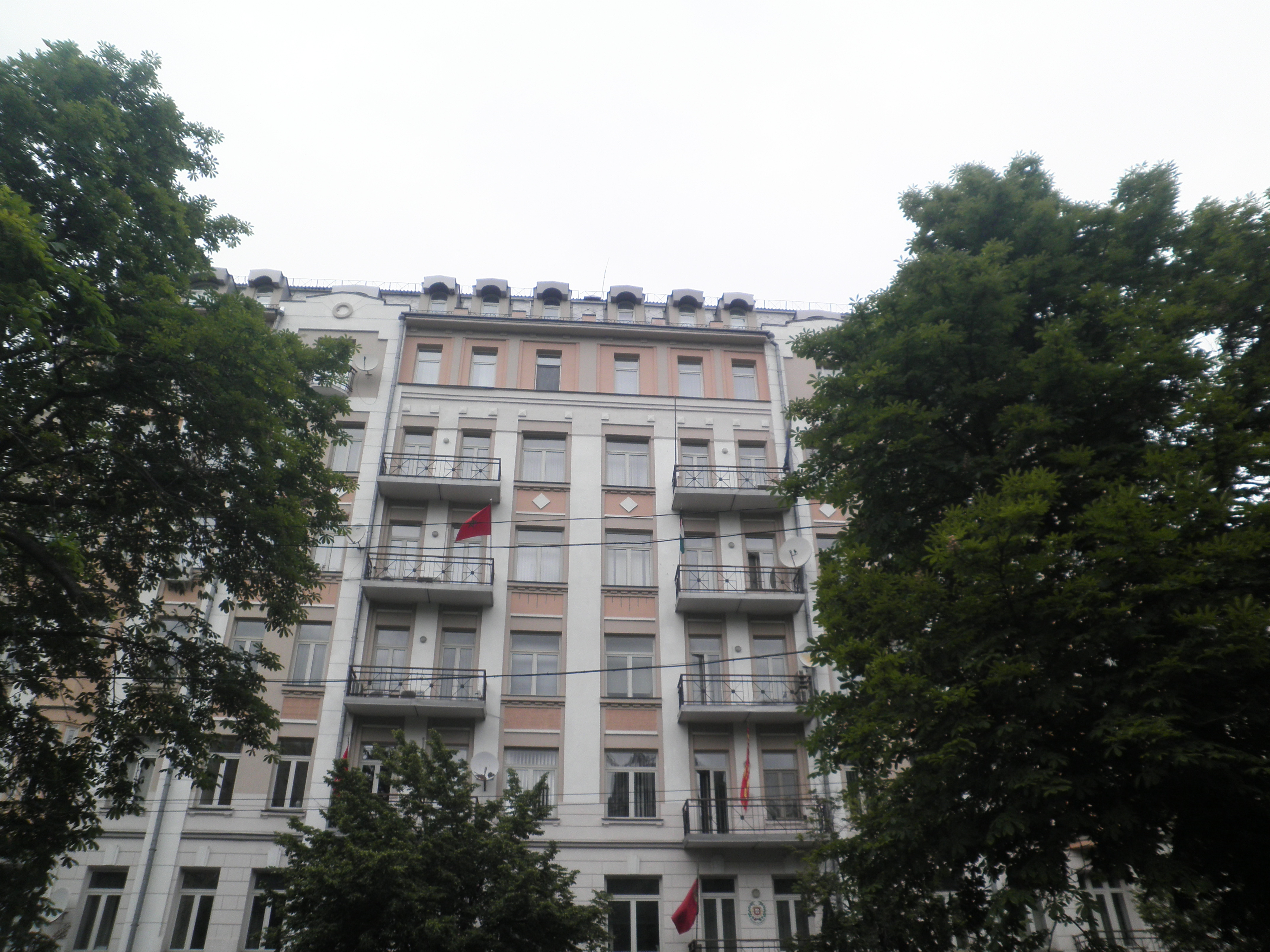
Марокко в Україні
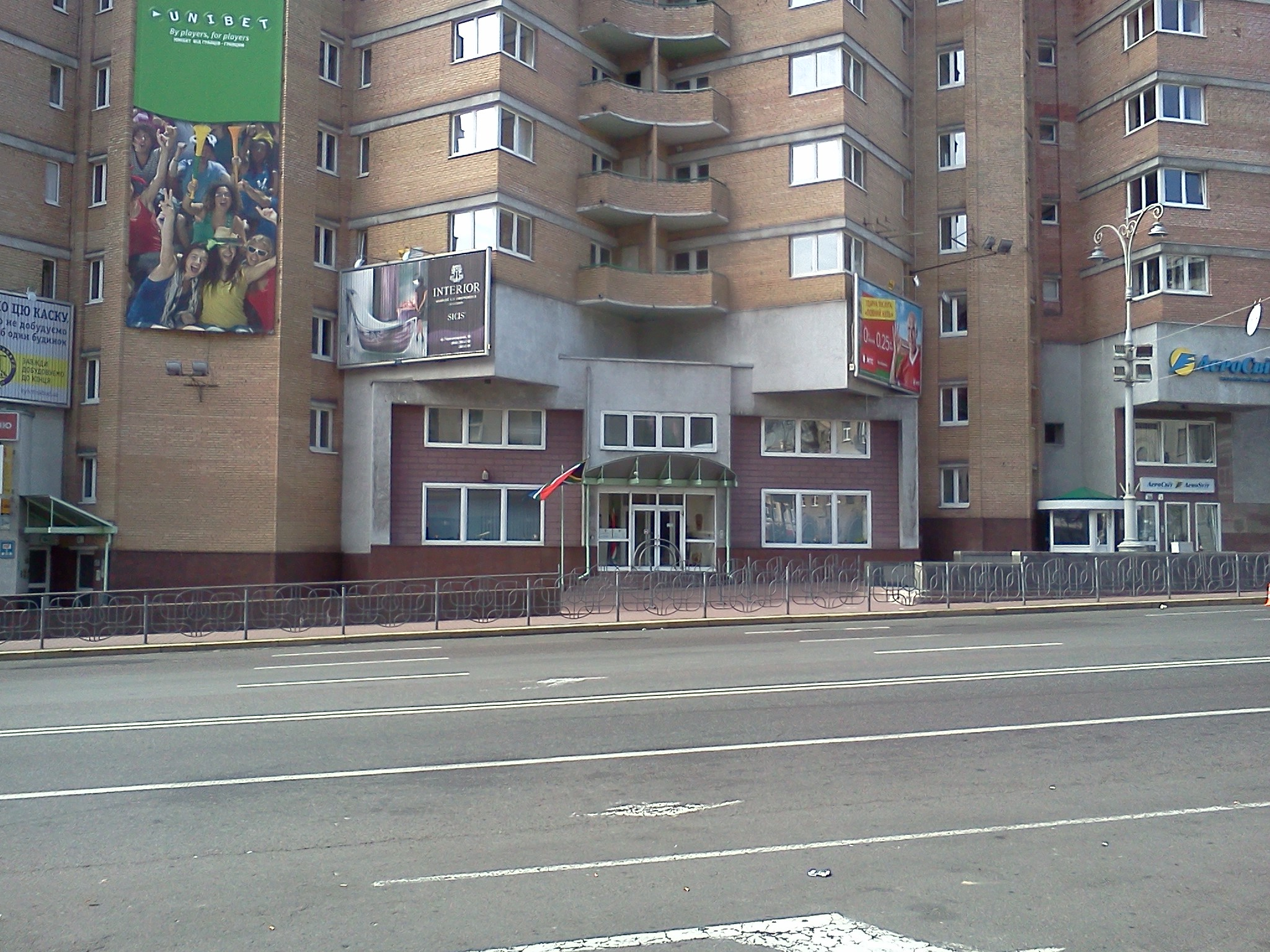
ПАР в Україні

У Києві діють посольства Алжиру, Єгипту, Лівії, Марокко і Південно-Африканської Республіки. Акредитовані посли африканських країн за сумісництвом в Україні:
- з місцеперебуванням у Москві (Росія): Ангола, Бенін, Чад, Республіка Конго, Кот-д'Івуар, Екваторіальна Гвінея, Еритрея, Ефіопія, Габон, Гана, Гвінея, Кенія, Мадагаскар, Малі, Мозамбік, Намібія, Сьєрра-Леоне, Судан, Танзанія, Туніс, Уганда, Замбія, Зімбабве.
- з місцеперебуванням у Берліні (Німеччина): Буркіна-Фасо, Маврикій.
- з місцеперебуванням у Стокгольмі (Швеція): Ботсвана.

## Африканські студії
Серед українських африканістів-дослідників відомі постаті: Дмитро Філіпенко, Роман Міхньов, Віктор Гура, Микола Несук, історики і дипломати Андрій Озадовський, Володимир Плачинда, Василь Чумак та інші.